# Journal of Natural History
Le Journal of Natural History est une revue scientifique publié par Taylor & Francis et spécialisé en entomologie et zoologie. Créée en 1841 sous le nom Annals and Magazine of Natural History (Ann. Mag. Nat. Hist.), elle est le fruit de la fusion du Magazine of Natural History (1828–1840) et des Annals of Natural History (1838–1840 ; faisant suite au Magazine of Zoology and Botany, 1836–1838), elle fut renommée en 1967.
En septembre 1855, les Annals and Magazine of Natural History publient un article d'Alfred Russel Wallace intitulé « De la loi qui a régi l'introduction de nouvelles espèces » ("On the Law Which has Regulated the Introduction of New Species"). Rédigé lorsqu'il travaillait dans la région de Sarawak sur l'île de Bornéo, cet article décrit la biogéographie de la région, c'est-à-dire les caractéristiques de distribution géographique et géologique de chaque espèce. Wallace conclut que « chaque espèce a pris naissance en coïncidence géographique et chronologique avec une autre espèce très-voisine et préexistante » (Every species has come into existence coincident both in space and time with a closely allied species) ; cette conclusion est devenue la « loi de Sarawak ». Cet article fut salué par Edward Blyth et inspira Charles Lyell. Ils recommandèrent tous les deux sa lecture à Charles Darwin, et pensant qu'il avait raté son importance, Lyell poussa Darwin à publier ses théories.